# 皖维高新
安徽皖维高新材料股份有限公司（上交所：600063，简称：皖维高新），是中国上海证券交易所的一家上市公司，主营业务为聚乙烯醇（PVA）及其衍生产品的研发、生产和销售。
公司成立于1997年5月，由安徽省维尼纶厂（现安徽皖维集团有限责任公司）作为独家发起人设立，1997年5月28日在上海证券交易所挂牌上市。
公司控股股东为安徽皖维集团有限责任公司，系安徽省国资委所管辖的国有企业。
2020年，公司实现营业收入70.54亿元，同比增加10.97%；净利润6.11亿元，同比增加58.77%。